# 熱帶風暴海高斯 (2008年)
熱帶風暴海高斯（菲律賓大氣地理天文部門名稱：Pablo；國際編號：0817；JTWC編號：21W）是2008年太平洋颱風季的一個熱帶氣旋。
「海高斯」是美國所提供的名稱，是查摩洛語中无花果之意。
海高斯的特別之處，在於當它在廣東西部作第二次登陸並減弱成為低壓區後沒有立即消散，反而當東移到廣州附近的珠江江面時，再度增強成為熱帶低氣壓，並為珠江口帶來烈風及暴雨。在這段期間，香港曾兩度發出黃色暴雨警告信號，而澳門亦發出了暴雨警告信號。中央氣象台指出這種反常的現象很罕見，而在江面增強還更是頭一遭。

## 發展過程及路徑
一熱帶擾動於9月27日早上在雅蒲島之東南約670公里處形成，並被給予擾動編號99W。它初時對流旺盛但鬆散及較弱，低層環流中心部分外露，組織頗差，但雲頂溫度頗低。9月28日初時開始有對流爆發，但組織仍差。當晚再度有對流爆發，並開始組織，螺旋性增加。
該熱帶擾動於9月29日傍晚在馬尼拉東南約1320公里的菲律賓以東海域增強為一熱帶低氣壓，聯合颱風警報中心給予臨時編號21W。當日21W繼續改善組織。它初時在其中心以北的高壓脊引導下，大致向西北移動，翌日增強為熱帶風暴及橫過菲律賓中部，同時21W被命名為海高斯。對流旺盛但鬆散，螺旋性只是一般，範圍頗小。當日下午海高斯登陸菲律賓，強度略為下降。十月一日海高斯稍為採取一個偏北路徑，當晚在馬尼拉西南約40公里處掠過，受地形影響，強度進一步下降。
翌日海高斯進入南海，在香港以南約680公里掠過，並減弱為熱帶低氣壓。海高斯繼續受在其中心以北的高壓脊引導，高速向西北偏西移動，橫過南海中部。十月三日，海高斯以北的高壓脊出現一個弱點，令它漸漸轉向西北偏北移動。同時，海高斯因南海環境頗佳而重新增強為熱帶風暴。
當晚它登陸海南島文昌市龍樓鎮，並繼續向北移動，橫過海南島東部及趨向廣東西部。受到海南島陸地影響，海高斯移動轉為緩慢，組織轉差，對流明顯減弱及更為鬆散，於翌日上午五時才離開海南島，同日上午十時左右再一次減弱為一熱帶低氣壓。當日下午海高斯繼續逼近廣東西部，並於下午5時10分登陸吳川市大山江鎮。登陸海高斯進一步減弱，它於翌日凌晨減弱為一低壓區。

### 珠江口江面罕有地再次增強
海高斯減弱為低壓區後受到高空西風氣流影響，向右九十度急轉彎，沿著廣東沿岸地區大致向東移動趨向珠江口。10月5日，西風槽推動東北季候風南下進入廣東，入侵海高斯中心，令它由一個熱帶氣旋，開始轉化為一溫帶氣旋。儘管海高斯在陸上，海高斯仍能重新增強。在海高斯中心以西地區，較涼的空氣得到海高斯的北風環流幫助順利南下；而海高斯中心以東地區，海洋吹入陸地的西南氣流阻礙內陸清涼空氣南下的趨勢。在這兩種氣流（西南氣流、東北季候風）的共同影響下，再加上海高斯未有深入廣東內陸，部份環流仍在海上，令海高斯得以作出最後一次的重新增強。廣東省氣象台首席預報員盧山稱，這是秋天的熱帶氣旋受弱冷空氣影響產生突變的結果，也是有熱帶氣旋觀測記錄以來在內陸減弱後的低壓區重新加強成熱帶氣旋的唯一個例。而中國氣象科學研究院研究員任振球責任編輯張永表示，根據《中國工程科學》在2004年12期發表的「突發性特大自然災害觸發因子的發現及其物理研究方案」一文中，作者曾指出：「特大暴雨、颱風突變和大地震臨震、火山爆發等突發性特大自然災害，都是在內部條件基本具備情況下，由月亮為主的“三星一線”時的引潮力共振異常疊加而觸發」，在10月6日1時M1（黃道面最強宇宙射電源之一）合月時的引潮力共振減壓區恰好處在珠江口以東的廣東東部地區，使得己經登陸減弱的海髙斯，由於移入這個“三星一線”時的引潮力共振減壓從而得到加強，其垂直速度的發展必然引起低層輻合的加強，導致其西南季風的加強，而北方弱冷空氣同時南下，導致在整個粵東地區普降大暴雨過程，因此可從天文觸發因子來看，可以解釋海高斯內陸增強這一奇怪現象。
它於10月5日傍晚時分它在香港以西再度增強為熱帶低氣壓。當晚它進入珠江口及轉向東北移動，10時左右在中山及廣州附近的珠江口北部掠過。隨後海高斯在香港以北掠過，並逐漸減弱。
海高斯於凌晨橫過廣東東部沿岸，上午移至惠州市博羅縣境內，並離開廣東，進入南海北；同時海高斯亦完全轉化為溫帶氣旋，對流稍向東北切離。它在十月七日繼續減弱，並在南海北部上消散。

### 香港天文台的發佈
香港天文台發佈的風暴消息與其它國家氣象台（如日本、廣州等）有些少差異，內容如下：
- 香港天文台在海高斯橫過菲律賓期間沒有將它升格為熱帶風暴。
- 香港天文台在海高斯再度增強為熱帶低氣壓，並於珠江口掠過期間，沒有把其重新升格為熱帶低氣壓，初報只視它為低壓槽，後來修訂為一溫帶氣旋。[14]而日本氣象廳、韓國氣象廳、臺灣中央氣象局一直維持熱帶低氣壓評價，而廣州市氣象台則將海高斯重新升格為熱帶低氣壓[15][16]。

### PHI

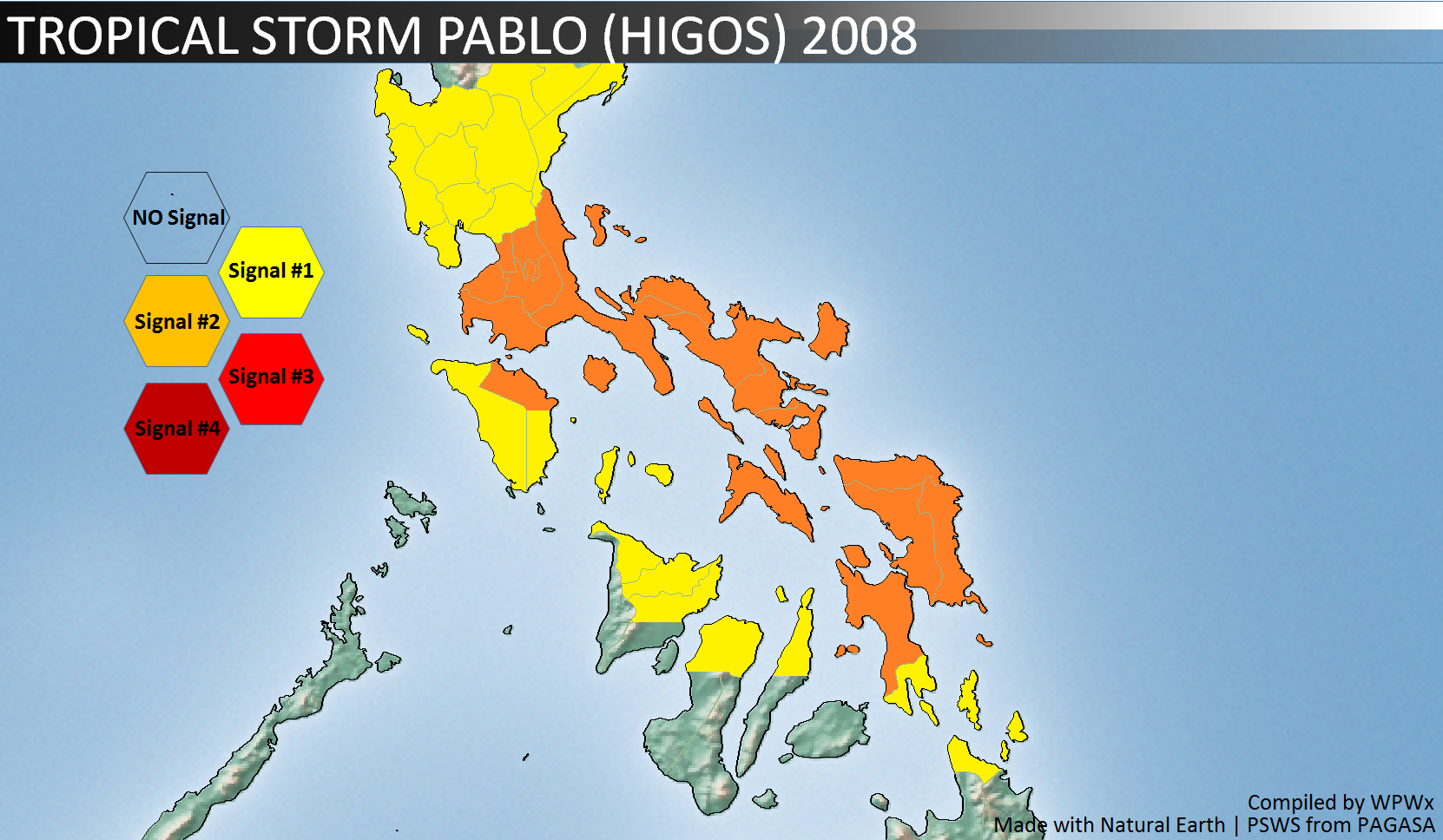
熱帶風暴海高斯吹襲菲律賓發出的最高信號

## 影響

### 菲律賓
當地發出之最高風暴信號：二號風暴信號
| 風暴信號     | 呂宋 | 米沙鄢群島                                                   | 棉蘭老島                       |
| ------------ | --- | ------------------------------------------------------------ | ------------------------------ |
| 二號風暴信號 | 馬尼拉、黎剎、八打雁、甲米、拉古那、奎松、波利略島、馬林杜克、東民都洛北部、馬斯巴特、甘馬省、阿爾拜、索索貢、卡坦端內斯 | 比利蘭、薩馬省、萊特                                         | 無                             |
| 一號風暴信號 | 邦阿西楠省、新怡詩夏、新比斯開、基里諾、奧羅拉、布拉幹、巴丹、三描禮士、邦板牙、打拉、盧邦島、東民都洛、西民都洛、朗布隆 | 阿卡蘭、卡皮斯、伊洛伊洛北部、西內格羅斯北部、北宿務、南萊特 | 迪納加特島、北蘇里高、錫亞高島 |

### 中国大陆

#### 海南島
受海高斯影響，海南島北部、中部和東部地區10月4日均陰天有暴雨，局部大暴雨；西部、南部陰天有中到大雨。至今日北部和東部地區陰天間多雲有中雨；中部地區多雲有小陣雨，局地有中雨；西部和南部地區多雲有小陣雨。而海高斯於10月3日晚上10時15分前後在海南省文昌市龍樓鎮沿海登陸，令該處吹烈風，登陸後海高斯減弱為熱帶低氣壓，它移動緩慢，於翌日上午5時才離開海南島。其後它靠近廣東西部，但仍為海南島北部沿岸地區帶來強風。連接海南及廣東的瓊州海峽10月4日一度全線停航，令3000多輛車滯留；海峽在10月4日下午局部通航，滯留海南的車輛分批過海。

#### 廣東
海高斯於海南島東部登陸後，減弱為熱帶低氣壓，並於10月4日下午5時10分在廣東西部吳川市大山江鎮再次登陸。登陸時中心附近最大風力有7級（15米/秒），達強風程度。海高斯令廣東省廣泛地區下雨，台山、陽江、茂名、雷州等市縣發布颱風預警，湛江及茂名1.7萬多艘船隻、超過6萬人回港或就近避風。10月4日上午10時30分和中午12時，廣州市區荔灣區西塱村和白雲區夏茅村分別遭受龍捲風的侵襲，其中西塱村大面積的魚塘棚架被吹倒，而夏茅有三間工廠廠房遭殃，屋頂瓦片被掀翻，還有一名工人被飛起的瓦片刮傷手臂。
受海高斯影響，廣東多處地區普遍出現暴雨到大暴雨，局部特大暴雨。据广东省气象站网记录，3日08时到6日08时，全省有870个气象站累积雨量超过50毫米：有4个站累积雨量超过300毫米，其中，江门新会大傲镇记录到最大累积雨量343.95毫米；有19个站录得200至300毫米雨量；有390个气象站录得100至200毫米雨量；还有457个气象站录得50至100毫米雨量。廣州市氣象台曾向17个市發出暴雨黄色预警信号，5个市發出暴雨橙色预警信号，仁化和深圳發出暴雨红色预警信号。

##### 廣州
海高斯登陸後廣州市氣象台將它降格為一低壓區。然而，海高斯於翌日下午在廣東西部沿岸地區重新增強，海高斯在下午3時靠近上川島時，當地在下午3時半錄得兩分鐘平均風力為19 m/s，風向為偏西風，隨著海高斯繼續往東移動期間，珠海、中山、香港及澳門亦陸續錄得烈風程度的風力，因此廣州市氣象台於10月5日晚上8時左右將海高斯重新升格為熱帶低氣壓，當時它位於廣州市番禺區境内。 期間，廣州南沙建設指揮部展覽館曾錄得28.9 m/s的陣風，南沙區普遍出現持續六級以上風。海珠區、荔灣區、越秀區東山都有站點出現了級陣風，廣州塔亦錄得20.7 m/s的持續風，陣風為25.7 m/s，廣州氣象台曾一度在22:28分發出颱風黃色預警信號，後立即進行修正為颱風藍色預警信號（風力6-7級，即強風）。
隨後，廣州市氣象台於10月6日上午5時將它降格為一低壓區，當時它位於惠州博罗境内。

##### 珠海
珠海機場在10月5日下午4時24分的2分鐘平均風力錄得17.5 m/s，並在下午4時36分進一步上升至20.9 m/s，風向為西南風；九洲港亦在下午3時多錄得16.9 m/s，風向為南風。而珠海海面颳起7級大風，有6000名遊客停留在珠海各海島，爲了遊客安全，香洲港客運站按照珠海市三防指揮部的要求，暫停了到海島的所有旅遊航班，先後發出22個航班的客輪到萬山各海島接載遊客返回市區。截至10月5日晚上8時，珠海氣象台5日在珠海市區共錄得86.8毫米降雨量，是近三個月以來降雨量最多的一天。連場暴風雨引發多宗高空墮物意外，一名在珠海某碼頭倉庫頂部施工的19歲廣西男子，疑被大風由12米高空掀落地面身亡。珠海暫停所有開往海島的航班，並派出客輪提前將島上6000多名遊客載離，以免發生意外。受惡劣天氣影響，5日下午飛往珠海機場的兩個航班分別備降深圳、廣州機場。

### 香港
當地發出之最高熱帶氣旋警告信號： 一號戒備信號
天文台於10月2日晚上7時半發出一號戒備信號，當時海高斯集結於香港以南約700公里。當日海高斯與香港保持一段距離，香港未有顯著轉壞，仍受一道高壓脊影響，當日初時有一兩陣驟雨，日間部分時間有陽光。
天文台於10月3日上午9時45分把海高斯升級為熱帶風暴，由於海高斯的預測路徑較為偏西，移近海南島，因此當日風勢未有顯著增強，但受海高斯的外圍雨帶影響，香港當日多雲，有幾陣雨，10月3日及4日部分離岸海域及高地轉吹強風。期間長洲錄得最高每小時49公里的10分鐘平均風速，是天文台測風網絡的指定8個自動氣象站中錄得的最高風速。
海高斯受海南島陸地影響而減弱，天文台於10月4日上午10時將海高斯降格為熱帶低氣壓。由於天文台之前預測的海高斯轉向路徑遲遲未有出現，加上海高斯登陸廣東西部後持續減弱，因此天文台於10月4日晚上10時半取消所有熱帶氣旋警告信號。當日香港受海高斯的影響，大致多雲，有幾陣狂風驟雨，港島及新界部分地區錄得超過20毫米雨量。
海高斯隨後在廣東內陸進一步減弱，天文台於10月5日凌晨3時把海高斯降級為低壓區。然而海高斯在沿岸轉以偏東路徑逼近香港，與其相關的強雷雨帶影響香港，當日早上大嶼山西部及新界西部部分地區錄得超過20毫米之雨量。隨後雨勢持續，天文台在當日早上8時50分發出黃色暴雨警告信號，至上午11時半取消。期間的雷雨為廣泛地區帶來超過50毫米之雨量。
當日下午海高斯殘餘低壓區改向東移，進一步靠近珠江口，香港廣泛地區風勢顯著增強。當晚香港廣泛地區受南至西南強風影響，在傍晚開始的大雨期間更普遍吹烈風，天文台於10月5日下午5時45分發出強烈季候風信號。由於天文台視海高斯為一溫帶氣旋處理，未有再度發出熱帶氣旋警告信號。發出強烈季候風信號後，天文台測風網絡8個指定自動氣象站有4個錄得強風（長洲、香港國際機場、西貢及青衣），當中長洲更錄得烈風；香港受到海高斯相關的強雨帶的帶來的狂風，廣泛地區的陣風達強風至烈風程度，離岸海域及高地陣風更達烈風至暴風程度。同時，受到暴雨影響，天文台在下午6時15分再度發出黃色暴雨警告信號，晚上8時40分取消。
隨著海高斯減弱及遠離，香港風勢減弱，天文台於當晚11時40分取消強烈季候風信號。由於海高斯中心西面地區受到較涼空氣影響，其東面地區受到溫暖氣流影響，因此海高斯移至香港以東時，西面的清涼空氣向東擴散，令香港在10月6日的氣溫顯著下降。
在海高斯襲港期間，香港天文台四度發出雷暴警告，分別在10月4日凌晨2時10分至早上6時正，及下午5時正至6時正；10月5日凌晨12時10分至中午12時正，及同日下午5時正至晚上9時正。香港天文台總部於10月4日下午5時正及5時01分錄得最低瞬時海平面氣壓1007.7百帕斯卡，當時海高斯位於香港西南偏西約370公里。受到海高斯的強烈雨帶影響，黃色暴雨警告信號曾兩度生效。10月5日香港多處地區錄得超過100毫米的雨量。在強烈季候風信號生效期間，九龍尖沙咀一商業中心的一幅玻璃幕牆墜下，事件中兩部車輛被擊毀，一人輕傷。此外，九龍灣有一棚架搖搖欲墜。
海高斯吹襲期間，天文台測風網絡8個指定自動氣象站有1個測得強風，長洲測得最高10分鐘平均風速為每小時49公里。在10月5日強烈季候風信號生效時，天文台測風網絡8個指定自動氣象站有4個測得強風，當中1個測得烈風。若天文台發出熱帶氣旋警告信號，便已代表三號信號達標。連同強烈季候風信號生效時間計算，長洲、西貢、機場及青衣測得最高10分鐘平均風速分別為每小時68、59、57及44公里。

### 澳門
當地懸掛最高熱帶氣旋警告信號：  一號風球
澳門氣象局在10月2日晚上9時45分發出一號風球，並在10月5日凌晨3時00分取消。期間在10月5日凌晨2時20分發出暴雨警告信號，並在早上8時取消，其中九澳站錄得自1984年10月以來最高時雨量為42.6毫米。截至10月5日晚上9時，氣象局分別在澳門半島、氹仔及路環錄得109.2、182.8及196.8毫米雨量。由於雨勢分散落下，澳門並未出現嚴重水浸事件。
受低壓區海高斯殘餘環流影響，10月5日澳門整日天色昏暗，強風雷雨時而驟至，多處路段出現高空墮物、樹枝及簷篷飛墮街上等事件。其中內港及祐漢第一街，分別有對象高空墮下，導致兩部私家車損毀，有居民在報章表示10月5日下午好像打八號風球一樣。氣象局一度在10月5日15:50 - 22:00發出強烈季候風信號，期間，澳門風向主要為偏南風，海事博物館、氹仔大潭山、路環、三條大橋一分鐘平均風力均錄得強風程度，西灣大橋更在17:00分錄得65.5 km/h烈風程度，並在17:12分風力進一步上升至74.9 km/h，陣風高達89.3 km/h，而一小時平均風力為62.5 km/h，符合懸掛八號風球最低要求。氣象局在當天晚上6時表示，受低氣壓海高斯的殘餘環流影響，澳門出現強風及大驟雨，加上天文潮汐的關係，預料本澳低窪地區會出現海水倒灌。氣象局呼籲市民要做好預防措施。

#### 雨量
| 氣象站         | 信號懸掛期間總雨量(毫米) |
| -------------- | ------------------------ |
| 大潭山         | 75.0                     |
| 嘉樂庇總督大橋 |                          |
| 友誼大穚(北)   |                          |
| 大砲台山       | 54.0                     |
| 孫逸仙紀念公園 | 58.4                     |
| 九澳           | 89.0                     |
| 西灣大橋       |                          |
| 海事博物館     | 49.8                     |

## 熱帶氣旋警告使用記錄

### 香港
| 香港天文台 熱帶氣旋警告信號 | 香港天文台 熱帶氣旋警告信號 | 香港天文台 熱帶氣旋警告信號 |
| --------------------------- | --------------------------- | --------------------------- |
| 上一熱帶氣旋                | 一號戒備信號                | 下一熱帶氣旋                |
| 強颱風黑格比                | 一號戒備信號                | 強烈熱帶風暴蓮花            |

### 澳門
| 地球物理暨氣象局 熱帶氣旋信號 | 地球物理暨氣象局 熱帶氣旋信號 | 地球物理暨氣象局 熱帶氣旋信號 |
| ----------------------------- | ----------------------------- | ----------------------------- |
| 上一熱帶氣旋                  | 一號風球                      | 下一熱帶氣旋                  |
| 颱風黑格比                    | 一號風球                      | 強烈熱帶風暴蓮花              |

## 外部連結
- 最新[永久]日本氣象廳報告
- 最新聯合颱風警報中心報告
- 最新 （页面存档备份，存于）台灣中央氣象局報告
- 最新菲律賓大氣地理天文部門報告
- 最新香港天文台路徑圖
- 最新澳門地球物理暨氣象局現時熱帶氣旋報告
- 最新 （页面存档备份，存于）中國氣象局
- （页面存档备份，存于）